# Kościół św. Jana Kantego w Kętach
Kościół św. Jana Kantego w Kętach – kościół, sanktuarium w Kętach, znajdujący się w pobliżu kościoła parafialnego pw. św. Małgorzaty i Katarzyny. W miejscu współcześnie istniejącego kościoła św. Jana Kantego początkowo znajdowała się zbudowana w latach 1644–1648 mała i ciemna kaplica. Znajdowała się ona w pobliżu miejsca, w którym stał dom rodzinny św. Jana z Kęt. 

## Historia i architektura

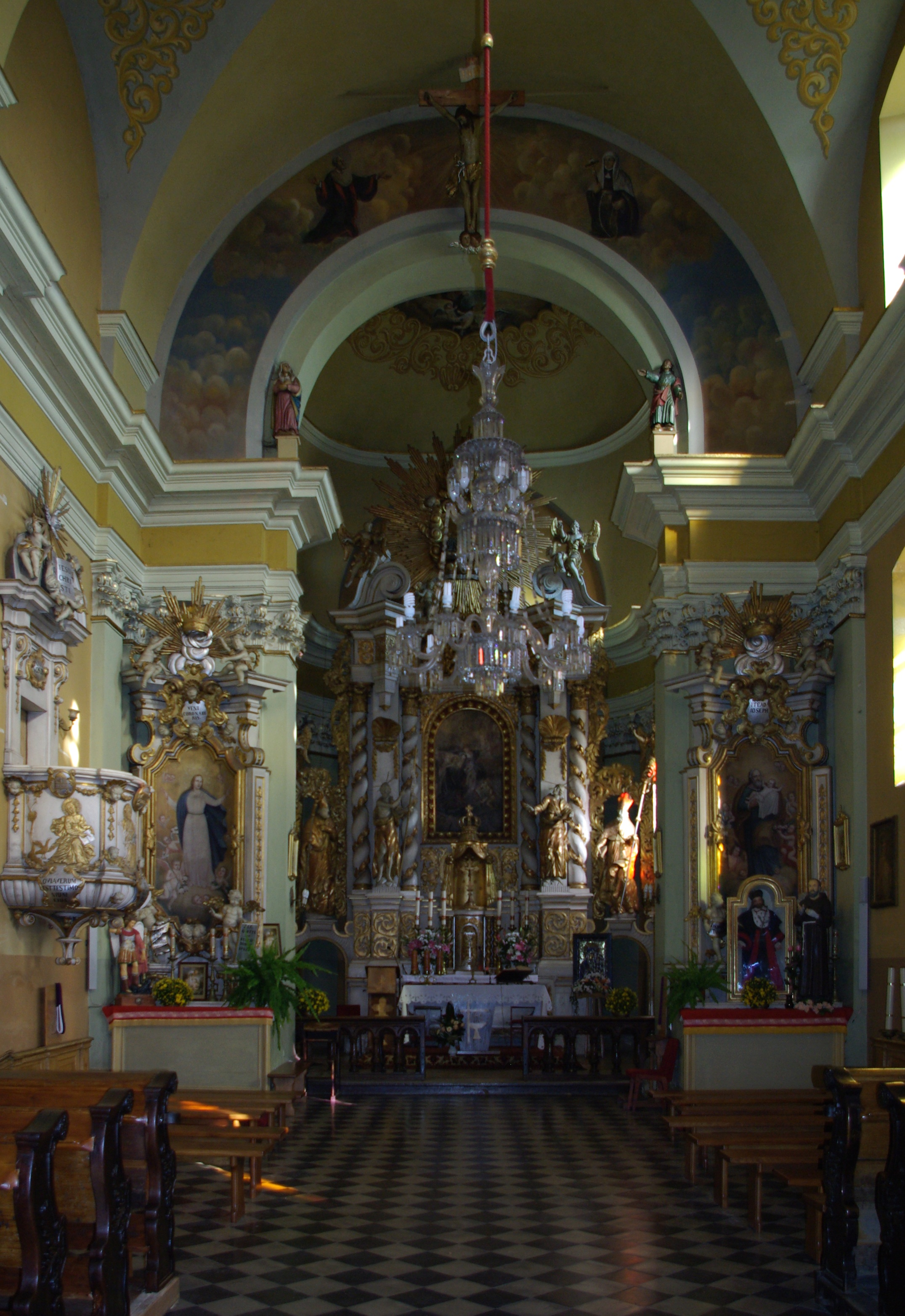
Wnętrze świątyni

W początkach XVIII wieku rozpoczęto budowę barokowego kościoła, którego fundatorem był Sykstus Lubomirski. Kościół został poświęcony 14 czerwca 1724. Jest to budowla jednonawowa, z barokową fasadą, kolebkowym sklepieniem z lunetami i ołtarzem głównym z 1722. Jak notował w swym "Dziejopisie Żywieckim" pod rokiem 1722 żywiecki wójt Andrzej Komoniecki: Tegoż roku w Kętach na święto świętego Jana Kantego w kaplicy narodzenia jego ołtarz wielki nowy wystawiono za staraniem księdza Jana Chryzostoma Pyzowicza, kanonika kolegiackiego kościoła Wszech Świętych w Krakowie, a plebana kętckiego i patrioty tamecznego.
Kościół do 1939 był pod opieką władz miasta Kęty. Znajduje się na terenie Parafia Świętych Małgorzaty i Katarzyny w Kętach. 
20 października 2024 r. kościół św. Jana Kantego został ustanowiony na mocy dekretu bpa Romana Pindla sanktuarium, jako pierwsze w Polsce i na świecie sanktuarium tego świętego. Pierwszym kustoszem sanktuarium św. Jana Kantego został ks. Zbigniew Jurasz.